# Cheiracanthium conflexum
Cheiracanthium conflexum là một loài nhện trong họ Miturgidae.
Loài này thuộc chi Cheiracanthium. Cheiracanthium conflexum được Eugène Simon miêu tả năm 1906.